# Llei de privacitat i seguretat de les instal·lacions públiques
La Llei de privacitat i seguretat de les instal·lacions públiques, més coneguda en anglès com a House Bill 2 o HB2, és una llei aprovada a l'estat estatunidenc de Carolina del Nord el març de 2016. Alguns detractors del projecte el van descriure com la legislació més contrària als drets LGBT dels Estats Units. Alguns defensors de la legislació HB2 entenen que és de "sentit comú", mentre que els defensors de la derogació asseguren que cal substituir-la per una llei antidiscriminació.
Un element polèmic de la llei elimina les proteccions contra la discriminació de persones lesbianes, gais, bisexuals i transgènere, i estableix que en edificis governamentals els individus només poden usar els banys i vestidors que es corresponen amb el gènere dels seus certificats de naixement. Això ha estat criticat perquè evita que no puguin usar el bany de la seva identitat de gènere aquelles persones trans que no han modificat, o no poder canviar, els certificats de naixement. A Carolina del Nord, només les persones que se sotmeten a cirurgia de reassignació de sexe poden canviar el gènere dels certificats de naixement. La legislació, a més, canvia la definició del sexe en la llei antidiscriminació estatal per "la condició física de ser home o dona, que apareix en el certificat de naixement d'una persona".
La llei també impedeix que els municipis de Carolina del Nord promulguin les seves pròpies polítiques contra la discriminació, que estableixin un salari mínim local, que regulin el treball infantil o que impulsin certes regulacions pels treballadors. La legislació eliminava inicialment el dret estatutari d'acció per imposar lleis antidiscriminatòries estatals en els tribunals estatals, però més tard es va modificar el text per restaurar aquest dret.
El 9 de maig de 2016 el Departament de Justícia dels Estats Units va demandar el governador Pat McCrory, el Departament de Seguretat Pública de Carolina del Nord, i el sistema de la Universitat de Carolina del Nord, afirmant que la llei HB2 violava el títol VII de la Llei de Drets Civils, títol IX de les Esmenes d'Educació de 1972, i la Llei de violència contra les dones. El mateix dia, el governador de Carolina del Nord i els líders legislatius van interposar dues demandes separades contra el Departament de Justícia en defensa de la llei. També s'han presentat dues demandes privades, una en contra i una altra a favor de la llei.